# Melipotis insipida
Melipotis insipida là một loài bướm đêm trong họ Erebidae.